# Eschert
Eschert là một đô thị ở huyện Moutier ở bang Bern ở Thụy Sĩ. Đô thị này có diện tích 6,56 km², dân số năm 2006 là 373 người. Đô thị này nằm ở khu vực nói tiếng Pháp Bernese Jura (Jura Bernois).

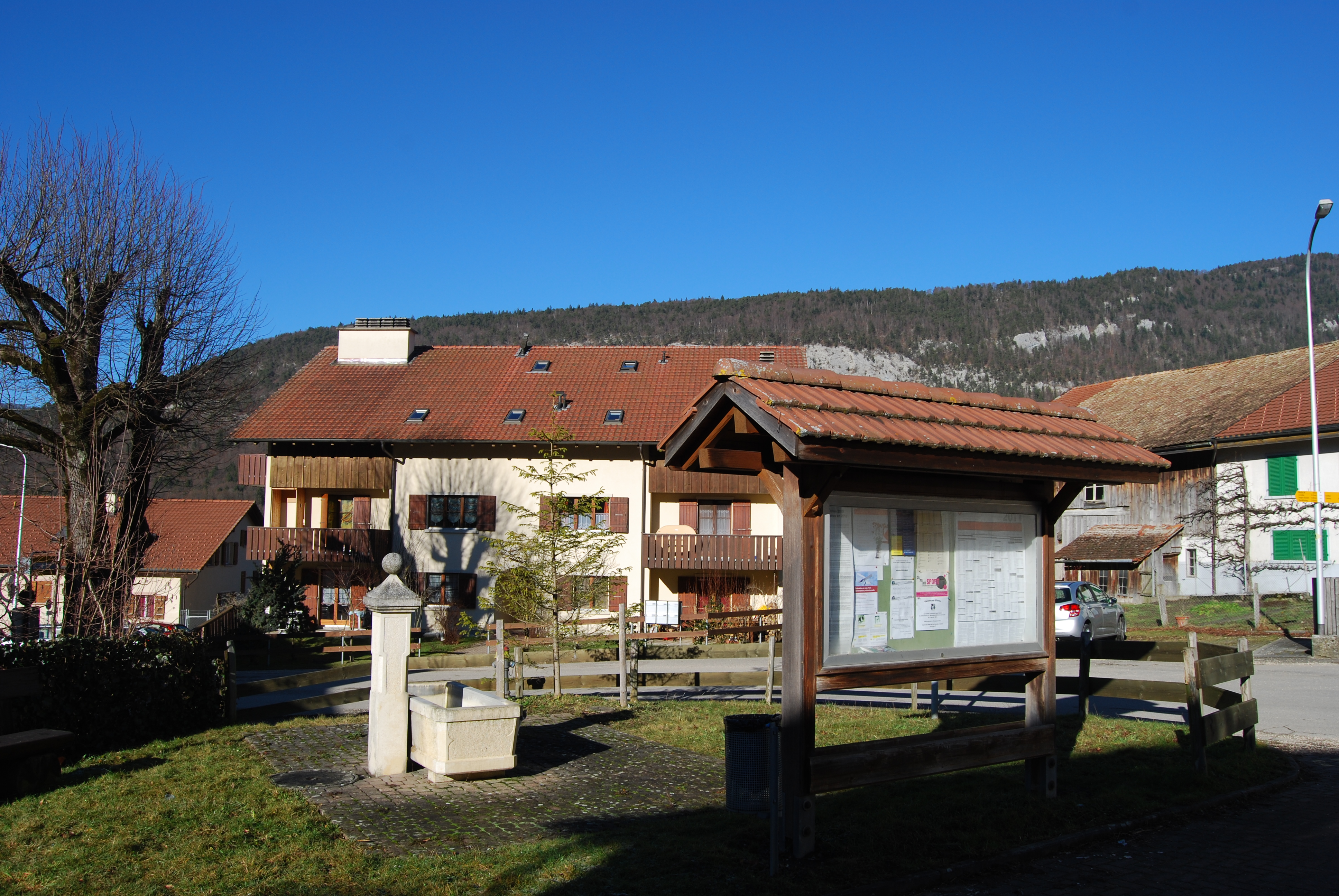
Eschert